# Hynobius
Hynobius är ett släkte av groddjur som ingår i familjen vinkelsalamandrar.
Dessa salamandrar förekommer i östra Ryssland, Kina, Japan och på Koreahalvön. De hittas ofta i bergstrakter.

## Dottertaxa tillHynobius, i alfabetisk ordning[1]
- Hynobius abei
- Hynobius amjiensis
- Hynobius arisanensis
- Hynobius boulengeri
- Hynobius chinensis
- Hynobius dunni
- Hynobius formosanus
- Hynobius fuca
- Hynobius glacialis
- Hynobius guabangshanensis
- Hynobius hidamontanus
- Hynobius hirosei
- Hynobius katoi
- Hynobius kimurae
- Hynobius leechii
- Hynobius lichenatus
- Hynobius maoershanensis
- Hynobius naevius
- Hynobius nebulosus
- Hynobius nigrescens
- Hynobius okiensis
- Hynobius quelpaertensis
- Hynobius retardatus
- Hynobius sonani
- Hynobius stejnegeri
- Hynobius takedai
- Hynobius tokyoensis
- Hynobius tsuensis
- Hynobius turkestanicus
- Hynobius yangi
- Hynobius yatsui
- Hynobius yiwuensis